# Краевич, Константин Дмитриевич
Константин Дмитриевич Краевич (1833—1892) — русский педагог-физик, профессор, автор наиболее распространённого в Российской империи учебника физики для гимназий и коммерческих училищ.

## Биография
Родился 20 января (1 февраля) 1833 года в селе Петровском Малоархангельского уезда Орловской губернии Российской империи, в семье Дмитрия Константиновича Краевича и Марии Ивановны Клушиной. Константин был старшим ребенком в семье, после него у Краевичей родились Петр, Софья, Дмитрий и Анна. Отец, растративший свое состояние, умер в довольно молодом возрасте, оставив семью в довольно бедственном положении.
По окончании курса в Орловской гимназии и в петербургском Главном педагогическом институте (вып. VIII, 1855), где К. Д. Краевич был однокурсником Д. И. Менделеева и Н. С. Лескова, был назначен преподавателем физики и математики в 4-ю Московскую гимназию; в следующем году перешёл в 5-ю гимназию Санкт-Петербурга, где и преподавал физику и математику около пятнадцати лет (1857—1872).
В этот период своей деятельности Краевич быстро приобрёл известность как выдающийся преподаватель, составил свои учебники: физики, алгебры и космографии, выдержавшие много изданий, и преподавал в нескольких военных училищах, в Патриотическом и Елизаветинском институтах, а также на Аларчинских женских курсах; читал лекции в Николаевском инженерном училище, в Горном институте (1866—1890), а с 1883 года — и в Морской академии. Ещё в 1857 году П. Л. Чебышёв привлёк его для участия в комиссии по рассмотрению учебных руководств для средних учебных заведений.
В 1875—1876 годах он преподавал физику великим князьям Сергею Александровичу и Павлу Александровичу, а с 1876 по 1882 год издавал и редактировал педагогический журнал «Семья и школа». С 8 мая 1877 года — действительный статский советник.
В своей преподавательской деятельности Константин Дмитриевич Краевич отличался стремлением к точности и определённости выражений и строгостью своих требований. Научная деятельность Краевича выразилась довольно большим числом исследований по физике, помещённых преимущественно в «Журнале русского физико-химического общества», в котором он был одним из членов-учредителей, и в «Journal de Physique». Наиболее известны из них: про особую форму барометра, позволяющую удостоверяться в присутствии воздуха над ртутью и удалять его, исследование над скоростью распространения колебательного движения в сильно разреженном воздухе и над передачей давления через очень высоко поднимающуюся сифонообразную трубку с воздухом, доведённым до крайних пределов разрежения. Последняя статья Краевича была издана уже после смерти автора: «Об упругости паров в насыщенном состоянии» помещена в 1894 году в английском журнале «Philosophical Magasine» (vol. 37, p. 38—90).
Умер 3 (15) февраля 1892 года в Ялте.
Семья
Первая жена (1856–?) — Мария Андреевна Гречкина.
Вторая жена — Варвара Михайловна Клушина. 
Дети от второго брака:
• Инна (1884–1962), педагог, писатель. В 1922 г. вместе с матерью эмигрировала. Муж (1931–1962) — Виктор Андреевич Юрьев (1893–1966), полковник, священник. 
• Борис (1886–1947), инженер‐химик, земский деятель. В конце 1920 г. эмигрировал (сначала в Галлиполи, затем в Сербию; в 1920-х гг. обосновался в Париже). Жена (1910–1947) — Надежда Сергеевна Платонова (1890–1965), дочь академика Сергея Федоровича Платонова. Сын — Алексей (1913–1975), доктор медицины. Внуки: Михаил (1943–1959), Андрей (1945), врач.

## В литературе
Упоминается Лесковым в комментарии к его рассказу «Несмертельный Голован».
Я и мой товарищ по гимназии, нынче известный русский математик К. Д. Краевич, знавали этого антика в конце сороковых годов, когда мы были в третьем классе Орловской гимназии и жили вместе в доме Лосевых…
«Несмертельный Голован», Николай Семёнович Лесков
В романе Ильфа и Петрова «Золотой телёнок», гл. XVII, учебник физики Краевича упоминает Остап Бендер:
— Сермяжная?.. Она же посконная, домотканая и кондовая? Так, так. В общем, скажите, из какого класса гимназии вас вытурили за неуспешность? Из шестого? … Значит, до физики Краевича вы не дошли?